# Хатценбюль

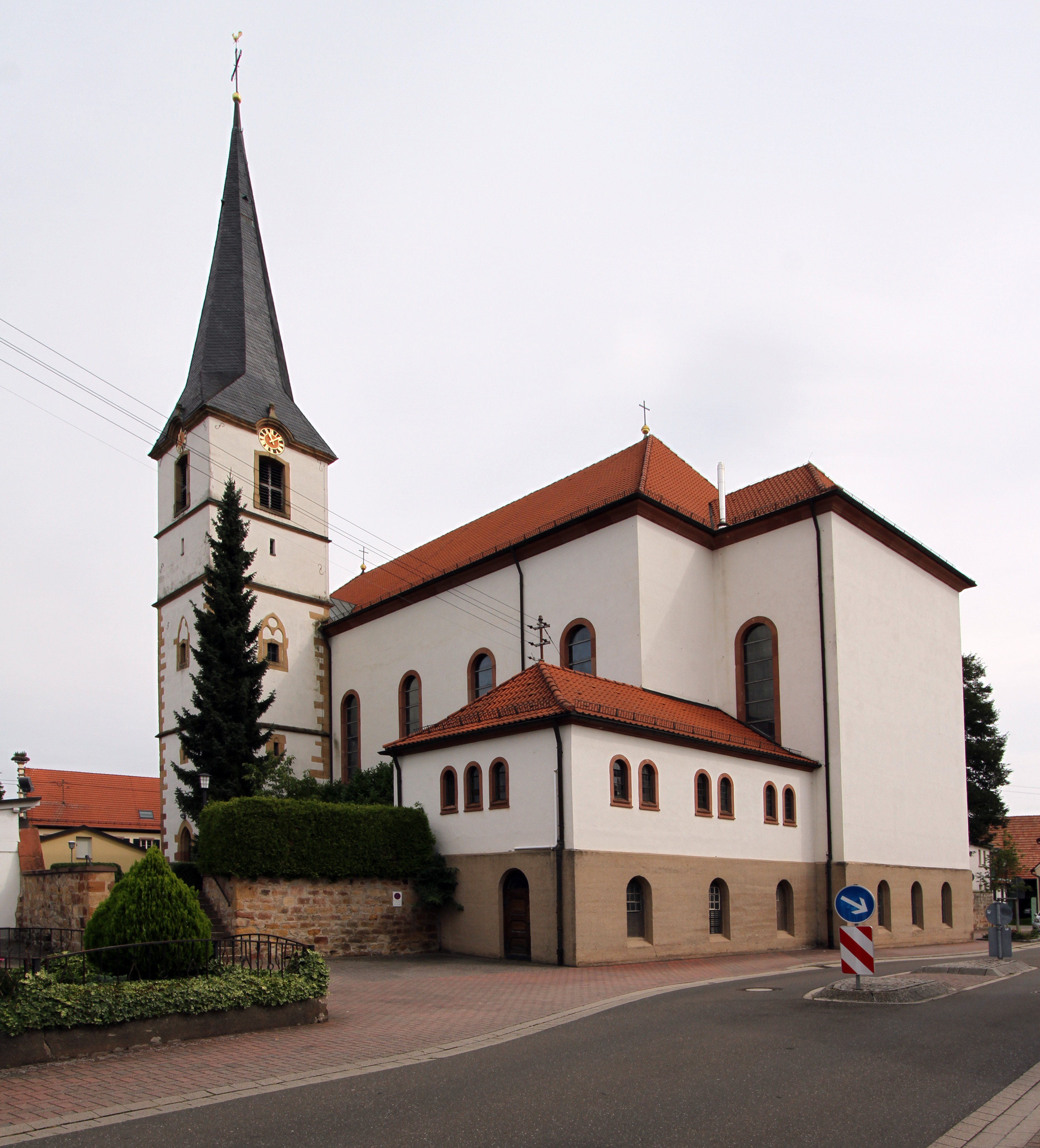

Хатценбюль (нем. Hatzenbühl) — коммуна в Германии, в земле Рейнланд-Пфальц. 
Входит в состав района Гермерсхайм. Подчиняется управлению Йокгрим.  Население составляет 2891 человек (на 31 декабря 2010 года). Занимает площадь 7,76 км².